# Rue Médéric
La rue Médéric est une voie située dans le quartier de la Plaine-de-Monceaux du 17e arrondissement de Paris, en France.

## Situation et accès
Longue de 280 mètres, elle commence au 108, rue de Courcelles et finit au 41, rue de Prony.
Le quartier est desservi par la ligne de métro 2 à la station Courcelles.

## Origine du nom
Cette rue rend hommage au résistant français Gilbert Védy, dit « Médéric » (1902-1944), membre du comité directeur de Ceux de la Libération.

## Historique
Cette voie, de l'ancienne commune des Batignolles est ouverte en 1850 sous le nom de « rue Guyot ». Elle est rattachée à la voirie de Paris en 1860 et prend sa dénomination actuelle le 18 décembre 1944.

## Bâtiments remarquables et lieux de mémoire

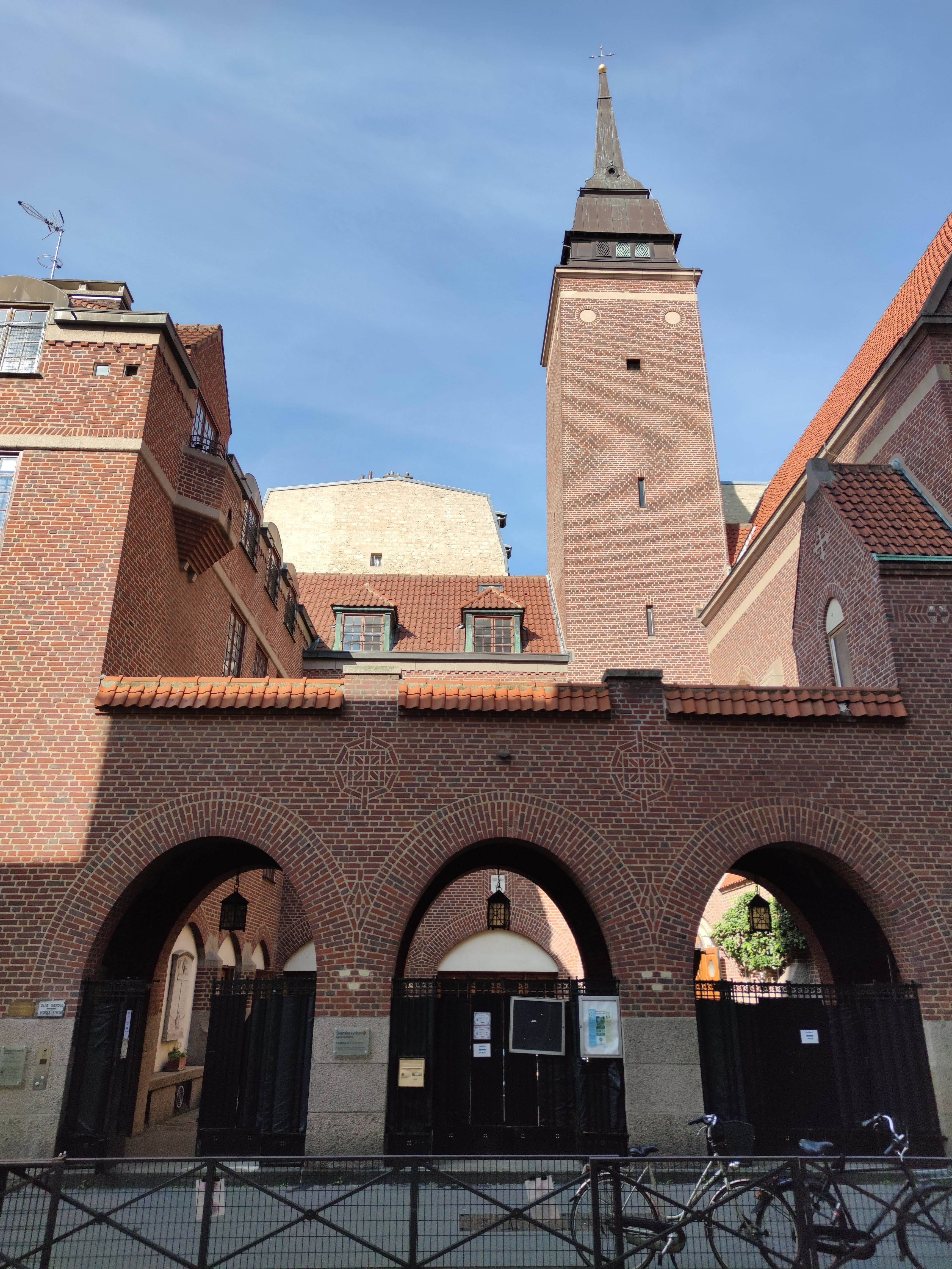
No 9.

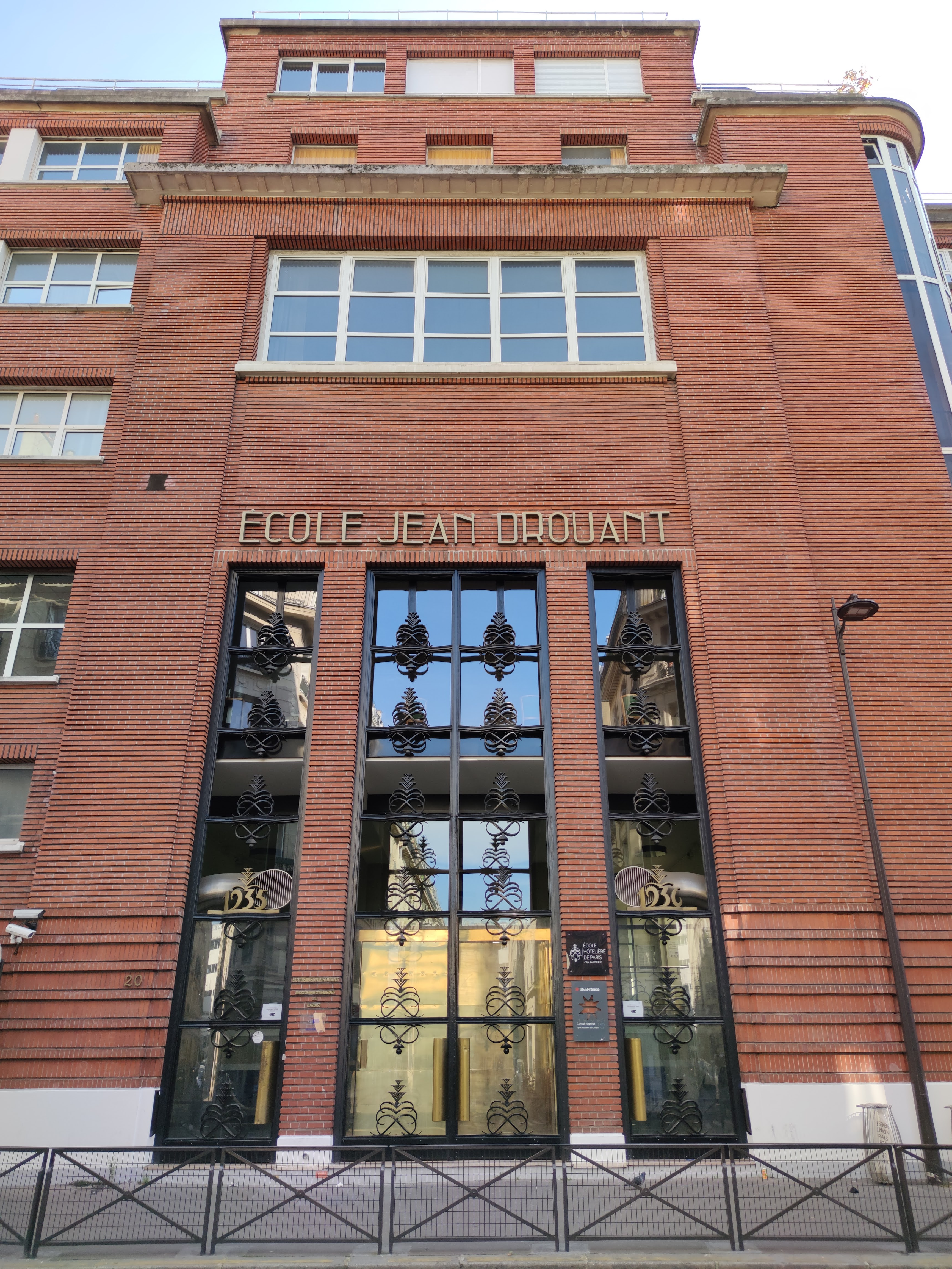
No 20.

- No 8 : atelier d'Édouard Manet, de 1861 à 1872[2],[3].
- No 9 : église suédoise, construite en 1911-1913 par les architectes Jean Naville et Henri Chauquet[4], d'après les plans de l'architecte suédois Gustaf Adolf Falk[5], sur une parcelle achetée par les paroissiens. En 2021, le clergé suédois envisage de vendre le bâtiment, évalué à 6 millions d’euros, provoquant une vive émotion dans la communauté franco-suédoise de Paris[6],[7]. Mais, en 2025, ce projet est finalement abandonné[8].
- No 20 : école hôtelière de Paris, qui regroupe le lycée Jean-Drouant et le CFA Médéric. Immeuble construit de 1935 à 1936, sur les plans de l'architecte Raymond Gravereaux, ferronnerie de Raymond Subes, fresque d'Yves Brayer.
- Nos 23-27 : premier central parisien automatique, construit en 1913 par Paul Guadet. En août 1982, des charges explosives et incendiaires sont déposées devant et à l’intérieur du central. La tentative d’attentat est revendiquée par le groupe Orly, un groupe clandestin arménien[9].
- No 32 : le 27 mai 1943, a lieu au 32, rue Guyot, une réunion secrète des membres de la direction des MOI. Ceux-ci, pistés à leur insu par les inspecteurs de la BS2, seront arrêtés quelques semaines plus tard et livrés à la Geheime Feldpolizei.